# フェアファックス郡 (バージニア州)
フェアファックス郡（英: Fairfax County）は、アメリカ合衆国バージニア州の北東部に位置する郡である。人口は115万0309人（2020年）で、州内最大である。ワシントンD.Cの南西にあり、小さなアーリントン郡を囲むように位置している。郡庁のあるフェアファクスは独立市で、同郡とは別の政体である。広域ではワシントン・ボルチモア・北バージニア広域都市圏に含まれる。
フェアファクス郡は世帯当たり年間収入の中央値が、国内で初めて10万米ドルを超えた郡となり、現在も隣接するラウドン郡に次いで国内第2位になっている。
郡内には中央情報局、アメリカ国家地理空間情報局、アメリカ国家偵察局、さらには国家テロ対策センター、アメリカ合衆国国家情報長官事務所など情報関連機関の本部がある。フォーチュン500に挙げられた企業では10社がある。

## 歴史

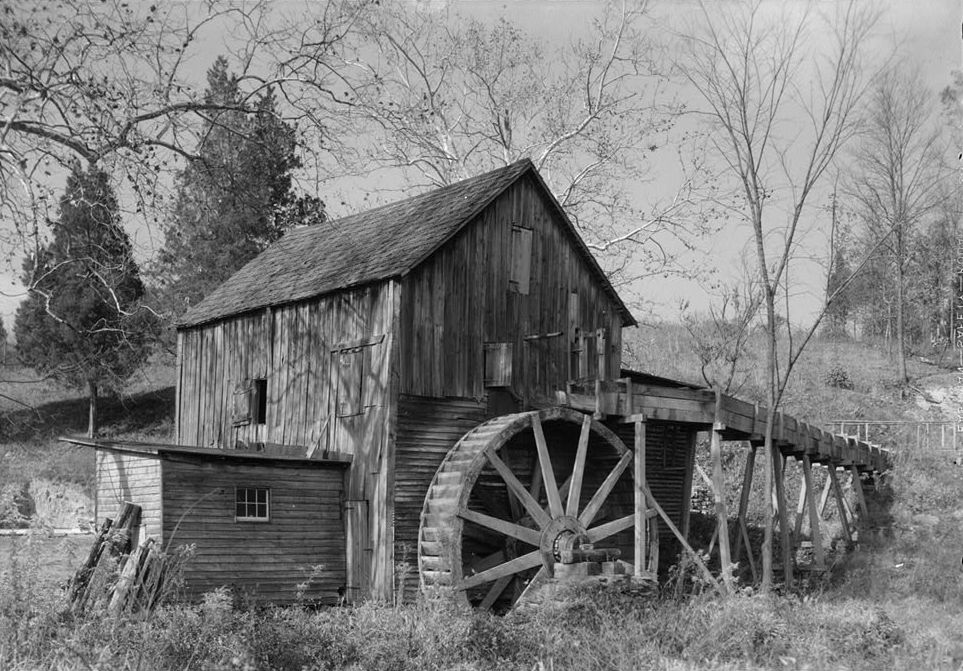
パイニー・ブランチ・ミル、フェアファックス市の南東

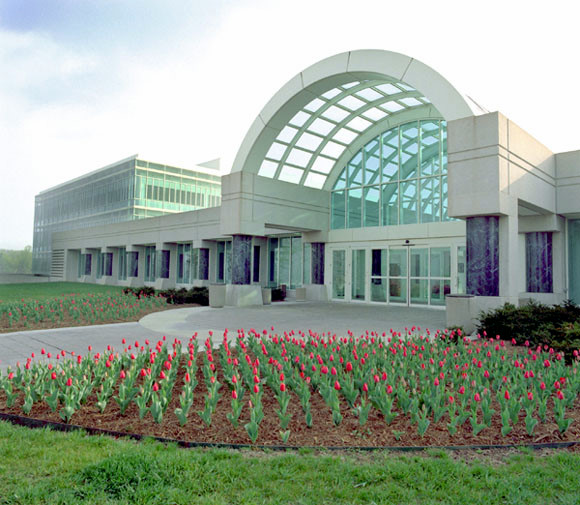
CIA本部、ラングレー

フェアファックス郡となった地域にヨーロッパ人が入ってきたとき、アルゴンキン語族ポウハタン連邦のトーセネント族と呼ばれる小部族が住んでいた。ポトマック川の南岸、現在のフェアファックス郡にナマシンガケントと呼ぶ集落に住んでいた。
フェアファックス郡は1742年にプリンスウィリアム郡が分離して設立された。郡名は、ノーザンネックの領主だったキャメロンの第6代フェアファクス卿トマス・フェアファクス（1693年-1781年）に因んで名付けられた。
フェアファックス郡最古の開拓地はポトマック川沿いにあった。ジョージ・ワシントンはフェアファックス郡に入植し、この川に面する位置にマウントバーノンと呼ばれる家を建てた。ジョージ・メイソンの家であるガンストン・ホールも近くにある。現代のフォートベルボアの一部は、1741年にウィリアム・フェアファックスがポトマック川沿いに建てたベルボア・マナーの敷地にある。この植民地に住んだ唯一のイギリス貴族であるトマス・フェアファックス卿はベルボアに住み、その後シェナンドー・バレーに移転した。1783年にアメリカ独立戦争が終わった直後、ベルボアの邸宅とその外郭の建物数軒が火事のために失われた。ジョージ・ワシントンはこのプランテーションの建造物が次第に廃墟に変わっていると記した。
1757年、郡北西部3分の2がラウドン郡になった。1789年、郡の一部が連邦政府に譲渡され、コロンビア特別区のアレクサンドリア郡となった。このアレクサンドリア郡は1846年にバージニア州に返還され、1870年にはアレクサンドリア独立市ができて面積を減らし、1920年にはアーリントン郡と改名された。フェアファックス郡のフォールズチャーチの町は1948年に独立市となった。フェアファックスの町も1961年に独立市になった。
フェアファックス郡はワシントンD.C.に近く、南北戦争では重要な地域になった。シャンティリーの戦い（またはオックスヒルの戦い）は第二次ブルランの戦いと同じ方面作戦の間に、郡内で戦われた。ブルランはフェアファックス郡とプリンスウィリアム郡との郡境を流れている。郡の東側境界にあって、ワシントンD.C.を見下ろすマイナーズヒル、マンソンズヒル、アプトンズヒルでも戦闘が起きた。
第二次世界大戦後に連邦政府が大きくなり、郡の急速な成長に拍車を掛けた。その結果、かつては田園だった郡が次第に郊外に変わっていった。人口増加に伴い人種構成は次第に多様化していった。タイソンズには大企業の事務所が集まり、エッジシティに成長した。その経済力でフェアファクス郡は州内で最も裕福な郡のひとつになった。

## 地理
フェアファックス郡の北と南東はポトマック川が流れている。川向こうは北東にワシントンD.C.、北にメリーランド州モンゴメリー郡、南東に同じくメリーランド州プリンスジョージズ郡とチャールズ郡がある。北と東の一部はバージニア州アーリントン郡と独立市のアレクサンドリアおよびフォールズチャーチに接し、西はラウドン郡、南はプリンスウィリアム郡に接している。
座標は北緯38度51分9秒 西経77度18分15秒 / 北緯38.85250度 西経77.30417度 (38.852612, -77.304377)
アメリカ合衆国国勢調査局に拠れば、郡域全面積は407平方マイル (1,050 km2)であり、このうち陸地395平方マイル (1,020 km2)、水域は12平方マイル (30 km2)で水域率は2.85%である。

### 交通

#### 主要高規格道路
郡内を州間高速道路495号線（キャピタル・ベルトウェイ）、同66号線、同95号線、同395号線など、高規格幹線道路が通っている。アメリカン・リージョン記念橋がフェアファックス郡とメリーランド州モンゴメリー郡を繋いでいる。ジョージ・ワシントン・パークウェイ、ダレス有料道路、フェアファックス郡パークウェイも主要幹線道路である。
ワシントンD.C.大都市圏にあるので、国内でも3番目に交通が混雑する地域である。
- 州間高速道路66号線
- 州間高速道路95号線
- 州間高速道路395号線
- 州間高速道路495号線
- アメリカ国道1号線
- アメリカ国道29号線
- アメリカ国道50号線
- バージニア州道7号線
- バージニア州道28号線
- バージニア州道123号線
- バージニア州道193号線
- バージニア州道236号線
- バージニア州道237号線
- バージニア州道243号線
- バージニア州道267号線、ダレス有料道路
- バージニア州道286号線、289号線、フェアファックス・アンド・フランコニア・スプリングフィールド・パークウェイズ
- ジョージ・ワシントン記念パークウェイ

#### 空港
ワシントン・ダレス国際空港の一部が郡内に入っており、郡内の航空利用の拠点になっている。ワシントン大都市圏には、ロナルド・レーガン・ワシントン・ナショナル空港と、ボルチモア・ワシントン国際空港がある。
隣のプリンスウィリアム郡にあるマナサス地域空港も地域の貨物便と、民間ジェット機が利用している。

#### 公共交通機関
フェアファックス郡はフェアファックス・コネクターと呼ぶバス体系の運行を、ヴェオリア・トランスポールと契約している。ワシントンメトロ地域交通局の運行するバス便もある。郡内を通勤鉄道のワシントンメトロが通っている。オレンジライン、ブルーライン、イエローライン、シルバーラインが郡内を通る。もう一つの通勤鉄道であるバージニア急行鉄道は、フレデリックスバーグ線のロートンとフランコニア・スプリングフィールドに駅がある。またマナサス線にはバークセンター、ローリングロード、バックリックロードの駅がある。

### 隣接する郡と独立市
バージニア州:
- フェアファックス市 - 中央、郡内に内包
- ラウドン郡 - 北西
- プリンスウィリアム郡 - 南西
- フォールズチャーチ市 - 東
- アーリントン郡 - 東
- アレクサンドリア市 - 東

メリーランド州:
- チャールズ郡 (メリーランド州) - 南東
- プリンスジョージズ郡 (メリーランド州) - 東
- モンゴメリー郡 (メリーランド州) - 北

## 地質
郡内の広さ11平方マイル (30 km2) の地域は地下に天然のアスベストがあることで知られている。その多くは繊維質の透閃石あるいは緑閃石から得られる。約20年前、アスベストの危険性が発見され、郡は建設現場の大気質監視、影響を受けた土壌の制御、新しく開発した土地は6インチ (15 cm) の清浄で安定した材料の土層を置くことを求める法を制定した。
例えば、センタービル高校の建設時には、大量のアスベストを含む土が取り除かれ、ビエナの州間高速道路66号線とナットリー道路の建設現場に運ばれた。その後土を運んで、土地の元の高さまで埋めなければならなかった。州間高速道路95号線の東、リー・アンド・マウントバーノン地区の大半では海底粘土が広い範囲で見つけられた。この粘土は土壌の不安定化に繋がるので、建設業者にとっては大きな問題になっている。

## 政府と政治
| 年     | 共和党        | 民主党        |
| ------ | ------------- | ------------- |
| 2012年 | 39.1% 206,773 | 59.6% 315,273 |
| 2008年 | 38.9% 200,914 | 60.1% 310,359 |
| 2004年 | 45.9% 211,980 | 53.3% 245,671 |
| 2000年 | 48.9% 202,181 | 47.5% 196,501 |
| 1996年 | 48.2% 176,033 | 46.6% 170,150 |
| 1992年 | 44.3% 170,488 | 41.6% 160,186 |
| 1988年 | 61.1% 200,641 | 38.3% 125,711 |
| 1984年 | 62.9% 183,181 | 36.8% 107,295 |
| 1980年 | 57.4% 137,620 | 30.8% 73,734  |
| 1976年 | 53.6% 110,424 | 44.7% 92,037  |
| 1972年 | 66.3% 112,135 | 32.4% 54,844  |
| 1968年 | 49.0% 57,462  | 38.2% 44,796  |
| 1964年 | 38.7% 30,755  | 61.2% 48,680  |
| 1960年 | 51.7% 26,064  | 48.1% 28,006  |

フェアファックス郡は郡政委員会が統治しており、9人の委員は小選挙区から各1人が選ばれ、議長が郡全体を選挙区に選ばれている。選挙区にはそれぞれ名前が付けられている。
フェアファックス郡政府会館はフェアファックス市の西、未編入領域にある。フェアファックス郡はフェアファックス市中心事業地区にある未編入領域を内包しており、そこに郡庁舎や監獄など郡の多くの施設がある。
フェアファックス郡はかつて共和党の稜堡と見られていた。しかし近年は民主党が勢力を伸ばし、郡政委員会、教育委員会（公式には非党派選挙で選ばれる）、保安官事務所、地区検事などを支配している。また郡選出のバージニア州下院議員と上院議員でも多数派となっている。
アメリカ合衆国下院議員の選挙では、第8、第10、および第11選挙区に入っており、共和党員1人、民主党員2人となっている。
ワシントンD.C.に近い町は概して、外郭に位置する町よりも大差で民主党を支持する傾向にある。2000年、2001年、2005年に行われたアメリカ合衆国上院議員や知事選挙では、民主党候補を支持した。1964年にリンドン・B・ジョンソンが大勝したとき以降、民主党候補者が大統領選挙を制することは久しくなかったが、2004年にはジョン・ケリーが40年ぶりに制した。フェアファックス郡ではケリーが53%、ジョージ・W・ブッシュが46%という支持率だった。
2005年の州知事選挙で、民主党現職のティム・ケインが60%以上の指示を得てフェアファックス郡を制し、州全体でも51.7%を得て当選した。2006年11月7日、アメリカ合衆国上院議員候補ジム・ウェブは58.9%の支持を得て郡を制した。
2007年11月の州と郡の選挙では、民主党が下院で1つ、上院で2つ議席を増やした。郡政委員会でも議席を1つ増やし、8対2の多数派となった。
2008年11月4日、フェアファックス郡は民主党への傾斜を継続し、大統領選挙ではバラク・オバマが、アメリカ合衆国上院議員選挙ではマーク・ウォーナーが60%以上の支持を得た。さらにアメリカ合衆国下院議員第11選挙区では、14年間議席を守っていた共和党員を破り、フェアファックス郡郡政委員会議長を務めていた民主党員ゲリー・コノリーが当選した。
ゲリー・コノリーの後任を選ぶための2009年2月3日特別選挙では、ブラドックの委員シャロン・バルボアが議長に当選し、1995年から続く民主党の議長職を守った。2010年1月12日に行われた州上院議員補欠選挙でも民主党員が議席を守った。その結果郡選出の州上院議員は全て民主党員となった。
しかし2009年11月の州知事選挙では、民主党支持に陰りが見え、共和党候補ボブ・マクドネルが郡の51%の支持を得て、州全体でも当選した。
2010年に行われたアメリカ合衆国下院議員選挙では、共和党候補の1人が大接戦の末に現職ゲリー・コノリーに敗れた。
2012年でフェアファックス郡はしっかりとオバマの再選を支持した。支持率は2008年とほぼ同じだった。

## 人口動態
以下は2010年国勢調査による人口統計データである。
| 基礎データ - 人口: 1,081,726人 - 世帯数: 350,714世帯 - 家族数: 250,409家族 - 人口密度: 948人/km2（2,455人/mi2） - 住居数: 359,411軒 - 住居密度: 351軒/km2（910軒/mi2） 人種別人口構成 - 白人: 62.68 - アフリカン・アメリカン: 9.17% - ネイティブ・アメリカン: 0.36% - アジア人: 17.53% - インド系: 4.1% - 韓国系: 3.8% - ベトナム系: 2.7% - 中国系: 2.4% - フィリピン系: 1.4% - パキスタン系: 1.0% - タイ系: 0.3% - 日系: 0.3% - バングラデシュ系: 0.2% - ネパール系: 0.2% - カンボジア系: 0.2% - ラオス系: 0.1% - 太平洋諸島系: 0.07% - その他の人種: 4.54% - 混血: 3.65% - ヒスパニック・ラテン系: 15.58% - エルサルバドル系: 4.0% - メキシコ系: 1.7% - ボリビア系: 1.7% - ペルー系: 1.1% - ホンジュラス系: 1.1% - グアテマラ系:1.0% - プエルトリコ系: 0.8% - コロンビア系: 0.5% - ニカラグア系: 0.3% - アルゼンチン系: 0.2% - チリ系: 0.2% | 年齢別人口構成 - 18歳未満: 25.4% - 18-24歳: 7.5% - 25-44歳: 33.9% - 45-64歳: 25.3% - 65歳以上: 7.9% - 年齢の中央値: 36歳 - 性比（女性100人あたり男性の人口） - 総人口: 98.6 - 18歳以上: 96.2 世帯と家族（対世帯数） - 18歳未満の子供がいる: 36.3% - 結婚・同居している夫婦: 59.4% - 未婚・離婚・死別女性が世帯主: 8.6% - 非家族世帯: 28.6% - 単身世帯: 21.4% - 65歳以上の老人1人暮らし: 4.8% - 平均構成人数 - 世帯: 2.74人 - 家族: 3.20人 収入と家計 - 収入の中央値 - 世帯: 81,050米ドル（2007年では102,460 米ドル） - 家族: 92,146米ドル（2007年では120,804 米ドル） - 性別 - 男性: 60,503米ドル - 女性: 41,802米ドル - 人口1人あたり収入: 36,888米ドル - 貧困線以下 - 対人口: 4.5%（2007年では4.9%） - 対家族数: 3.0% - 18歳未満: 5.2% - 65歳以上: 4.0% |

世帯当たり収入の中央値では、フェアファックス郡は国内で最も裕福な郡であり、長年その状態を維持してきた。しかし、2000年国勢調査でその座をコロラド州ダグラス郡に明け渡した。2005年の国勢調査局推計では、この値が94,610米ドルとなり、隣のラウドン郡に続いて第2位だった。2007年、フェアファックス郡は第1位の座を取り戻し、初めて10万米ドルを超えた。2008年はラウドン郡が1位になり、フェアファックス郡は統計誤差で第2位だった。2012年は108,439米ドルだった。
フェアファックス郡の男性の平均余命は81.1年であり国内最高、女性は83.8歳で第8位だった。

## 経済

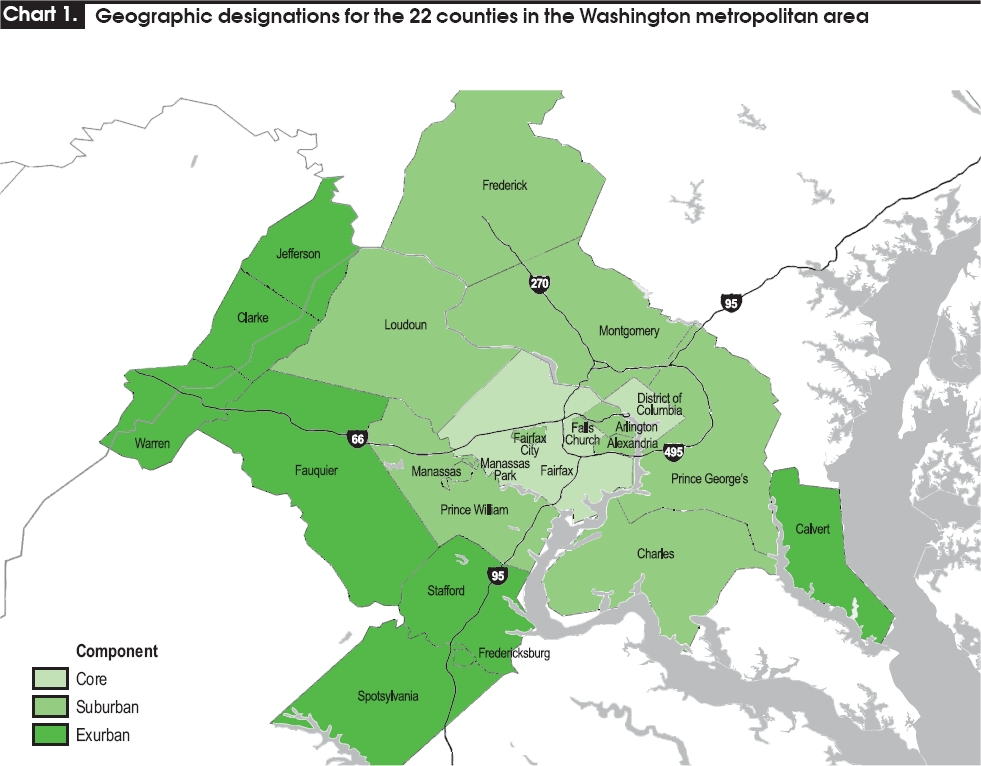
フェアファックス郡はワシントンD.C.と共にワシントン大都市圏では雇用市場の中核である。2007年に労働省が発行した報告書では、コロンビア特別区と共にフェアファックス郡が大都市圏の経済支柱第2位となっている。雑誌「タイム」では「現代の偉大な成功物語の1つ」と記した

フェアファックス郡経済は専門職サービスや技術を中心に変革している。多くの住人は政府あるいは連邦政府の契約者のところで働いている。政府が最大雇用主であり、郡南部にあるフォートベルボアは単一の場所として、連邦政府が雇用する人員数が最も多い場所である。郡の総生産は950億米ドルであり、モロッコのそれよりも大きい。
フェアファックス郡にはフォルクスワーゲングループやヒルトン、CSC（元コンピュータ・サイエンシズ）、ノースロップ・グラマン、サイエンス・アプリケーションズ・インターナショナル、SRAインターナショナル、ガネット、キャピタルワン、ジェネラル・ダイナミクス、ICFインターナショナル、フレディマック、サリーメイ、マンテックインターナショナル、マース、NII、NVRなど大規模雇用主もある。エクソンモービルは、元モービル石油の本社だった場所に、川下側の運営を行う本社を持っている。フォーチュン500では7社、ヒスパニック500では11社、ブラックエンタープライズ500では5社が本社を置いている。ノースロップ・グラマンは2010年に本社をロサンゼルスからフェアファックス郡に移すと発表した。
郡経済はフェアファックス郡経済開発局に支援され、郡を事業と技術の中心とすべくサービスや情報を提供している。この経済開発局は州の機関ではない部局として国内最大である。郡内には地元技術系会社の協会である北バージニア技術委員会もある。国内最大の技術委員会であり、ビル・ゲイツやメグ・ホイットマンなど技術産業の著名人が晩餐会で講演を行ってきた。シリコンバレーよりもハイテク産業の労働者集中率は高い。

### タイソンズ
郡内のタイソンズCDPは州最大のオフィス集積地であり、全米有数の「エッジシティ」である。タイソンズの事務所スペースはロウアー・マンハッタンの大きさに匹敵しており、今後もかなりの成長が見込まれている。雑誌フォーブスでは、「インターネットが発明された場所と言われることが多いが、地球規模の軍需産業の中心という様相を呈してきた」と報告された。郡内には国内初のインターネットサービスプロバイダーがあったが、多くの防衛産業が他州からタイソンズとその近辺に移ってきていることを表現している。
ウィークデイには10万人以上の労働者がここに通ってくる。地域を越えたショッピングセンターであるタイソンズ・センターやタイソンズ・ガレリアがあり、買物客だけでも毎日55,000人が訪れている。比較のためにワシントンD.C.には年間1,500万人の観光客が訪れており、ウィークデイの1日では62,500人となる。
2014年、ワシントンメトロのシルバーラインがタイソンズに到達し、2022年にはワシントン・ダレス国際空港まで延伸された。メトロの開通によって交通アクセスは格段に良くなった。郡はタイソンズCDPの「都市化」を進める計画である。この計画は官民共同となる。格子状の道路を配してより都市の環境に近づけ、職住接近のために住宅地を3倍にする計画である。メトロの駅から800メートル以内にタイソンズの人口の95%が入るというのが目標である。

### 雇用
2005年第1四半期、フェアファックス郡の平均週給は1,181米ドルであり、全国平均より52%高かった。ワシントン大都市圏で最も高いのアーリントン郡の1,286米ドル、ワシントンD.C.は1,277米ドル、全国平均は775米ドルだった。この地域で得られる就職機会は高学歴の労働者にとって大変魅力あるものである。比較的高い給与はこの地域での生活費が高いことに対応するものである。
2005年初期、郡内の雇用数は553,107人であり、1990年の372,792人より約5割増加した。ワシントンD.C.では同時期に658,505人だったが、1990年の668,532人からは減少していた。
2002年時点の経済統計で、フェアファックス郡は専門職、科学、技術サービス部門の創業数、総販売額、出荷額、収益、給与総額、雇用数がワシントン大都市圏で最大だった。2位のワシントンD.C.に比べて約25%高く、モンゴメリー郡の約2倍だった。

#### 主要雇用主
フェアファックス郡の2010年包括的財務報告書に拠れば、郡内の主要雇用主は次の通りである。
| 順位 | 雇用主                         | 従業員数     |
| ---- | ------------------------------ | ------------ |
| 1    | フェアファックス郡公共教育学区 | 22,852       |
| 2    | アメリカ合衆国政府             | 17,370       |
| 3    | フェアファックス郡             | 11,184       |
| 4    | ブーズ・アレン・ハミルトン     | 7,000-10,000 |
| 5    | イノバ・ヘルス・システム       | 7,000-10,000 |
| 6    | SAIC                           | 4,000-6,999  |
| 7    | フレディマック                 | 4,000-6,999  |
| 8    | ノースロップ・グラマン         | 4,000-6,999  |
| 9    | ジョージ・メイソン大学         | 4,000-6,999  |
| 10   | ロッキード・マーティン         | 4,000-6,999  |

## 芸術と文化
毎年開催される祭として、6月にフェアファックス郡政府会館で開催される「セレブレイト・フェアファックス!」、5月にレストンのレストン・タウンセンターで開催される北バージニア芸術祭、9月に冷え何の町郊外にある芸能センター、ウルフトラップ芸能のための国立公園で開催される国際子供の祭がある。
フェアファックス郡は夏に多くの会場で開催する連続コンサートを支援している。そのコンサートは、アーツ・イン・ザ・パークス、ブラドック・ナイツ、リー・ディストリクト・ナイツ、マウントバーノン・ナイツ、ノットウェイ・ナイツ、スポットライト・バイ・スターライト、サウンズ・オブ・サマー、スターライト・シネマと呼ばれている。
フェアファックス市の直ぐ郊外、ジョージ・ワシントン大学フェアファックス・キャンパスにあるパトリオット・センターでは、多くのコンサートやショーを開催している。またその近くのセンター・フォー・ジ・アーツ・アット・ジョージ・メイソンは、年間を通じて郡の公演会場になっている。その他の会場として、ロートンにあるワークハウス芸術センターや、その他芸術家のためのスタジオ、劇団のための公演施設、ギャラリー、展示室がある。

## 公園とレクリエーション
郡内には多くの保護地域、390か所以上の公園があり、その総面積は93 km2になる。フェアファックス郡公園局が郡内の公園とレクリエーションセンターを維持している。エリザベス・ハートウェル・メイソン・ネック国立野生生物保護区、ジョージ・ワシントン記念パークウェイ、ウルフトラップ芸能のための国立公園など、国が保護する地域も郡内に少なくとも一部が入っている。メイソン・ネック州立公園もロートンにある。
フェアファックス郡は北バージニア地域公園公社のメンバーである。
レストンにはレストン動物園がある。国立動物園は近くのワシントンD.C.にある。

### トレイル
郡は、公園を抜け、道路に隣接し、またビエナやハーンドンのような町を抜ける長い自転車道を維持している。ワシントン・アンド・オールドドミニオン鉄道トレイルがフェアファックス郡を抜けており、地域で最良、最安全なレクリエーションウォーキングと自転車の道を提供している。さらにマウントバーノン・トレイルの14キロメートルはポトマック川に沿って郡内を抜けている。
しかし、ワシントン大都市圏の他地域と比較して、通勤のために自転車を使う者のために指定された自転車専用レーンが不足している。208年5月16日はバイク・トゥ・ワーク・デイであり、フェアファックス郡交通部が初の郡全体にわたる自転車道マップを発行した。
フェアファックス郡クロスカントリー・トレイル が郡北端のグレートフォールズ国立公園から、南端のオコクァン地域公園まで通っている。ほとんどが土の道で部分的にアスファルト舗装されており、マウンテンバイク、ハイキング、乗馬などレクリエーション用に使われている。

## 町とCDP

フェアファックス郡の町（灰色）や国勢調査指定地域を示す地図

郡の大部分は国勢調査指定地域（CDP）である。独立市のフォールズチャーチと郡庁所在地でもあるフェアファックスは、郡とは別の政体である。
郡全体を1つの独立市に統合する提案もある。これは税や道路を一元的に制御するためである。最新の提案は2009年6月30日のものだった。

### 町
郡内には3つの法人化町がある。
- ハーンドン
- ビエナ
- クリフトン

### 国勢調査指定地域
下記の地域は国勢調査局によって国勢調査指定地域（CDP）に指定されている。
| - アナンデール - ベイリーズクロスローズ - ベルヘイブン - バーク - バークセンター - センタービル - シャンティリー - クロスポイント - ドレインズビル - ダンローリング - フェアレイクス - フェアオークス | - フェアファックスステーション - フロリス - ボートベルボア - フォートハント - フランコニア - フランクリンファーム - ジョージメイソン - グレートフォールズ - グリーンブライア - グローブトン - ヘイフィールド - ハンティントン | - ハイブラバレー - アイダイルウッド - ジェファーソン - キングスパーク - キングスパークウェスト - キングスタウン - ライクバークロフト - ローレルヒル - リンカーニア - ロングブランチ - ロートン - マンチュア | - メイソンネック - マクリーン - マクネア - メリフィールド - マウントバーノン - ニューイントン - ニューイントンフォレスト - ノーススプリングフィールド - オークトン - ピミットヒルズ - レブンワース - レストン | - ローズヒル - サラトガ - セブンコーナーズ - サウスラン - スプリングフィールド - タイソンズ - ウェイクフィールド - ウェストフォールズチャーチ - ウェストスプリングフィールド - ウルフトラップ - ウッドバーン - ウッドローン |

### 未編入の町
| - アッコティンク - アークチュラス - バーカーズクロスローズ - ブレビンスタウン - ブラウンズミル - バッツコーナー - コブスコーナー - コルチェスター | - コルチェスターハント - コンプトンズコーナー - クックタウン - クロウェルズコーナー - カルモア - ドノバンズコーナー - ダブビル - ファーズコーナー | - ファイブフォークス - フォーコーナーズ - ハットンタウン - ホリンデール - ジャーマンタウン - ラングレー - リーズコーナー - ルインズビル | - ルイスパーク - マクリーズコーナー - マティンダビル - ニューアレクサンドリア - オークヒル - オドリックスコーナー - ポヒック - シュナイダークロスローズ | - シャディオーク - ストラスミードスプリングス - サンセットヒルズ - ユニオンタウン - バージニアヒルズ - ウェストハンプトン |

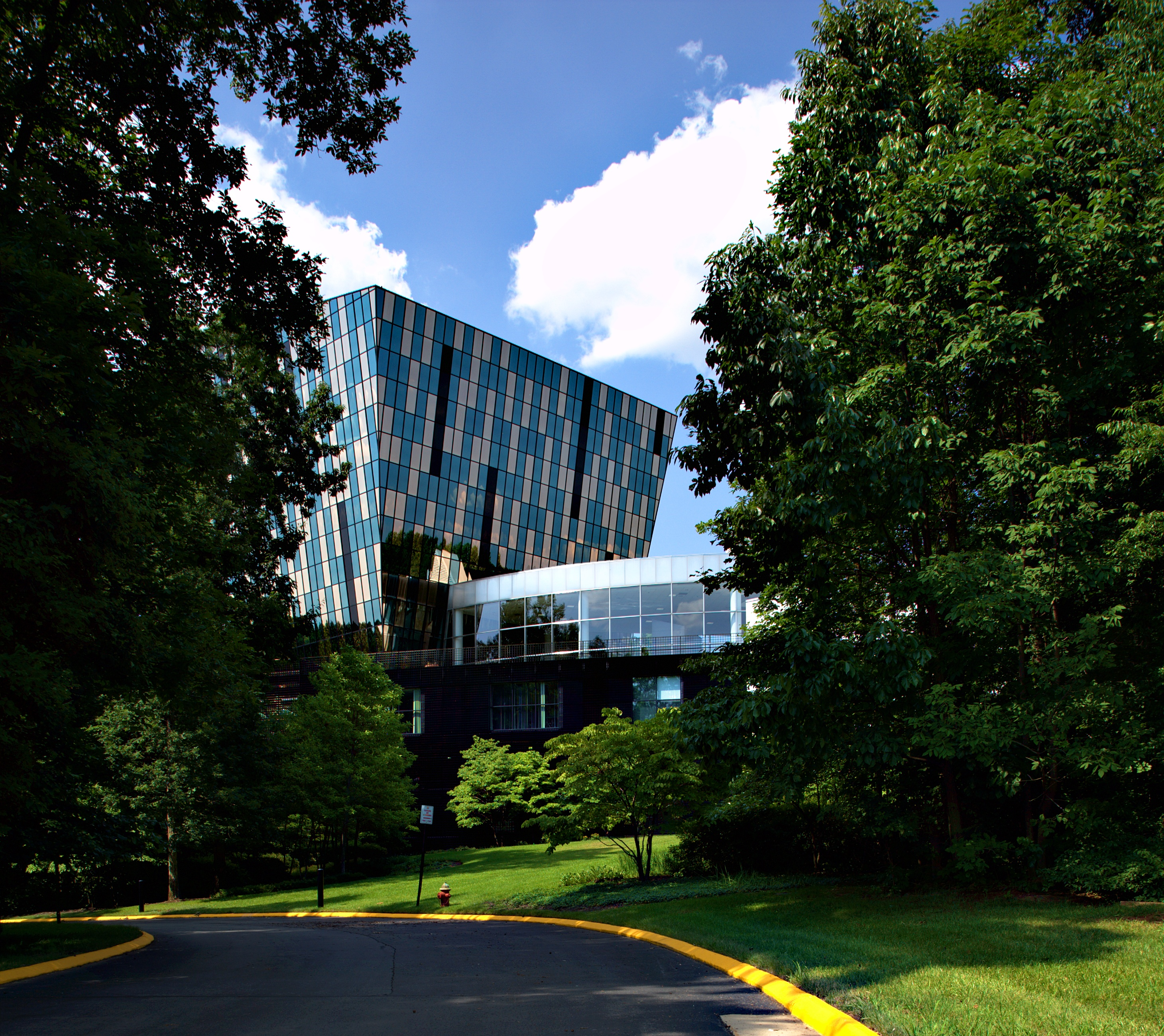
ハーンドン町
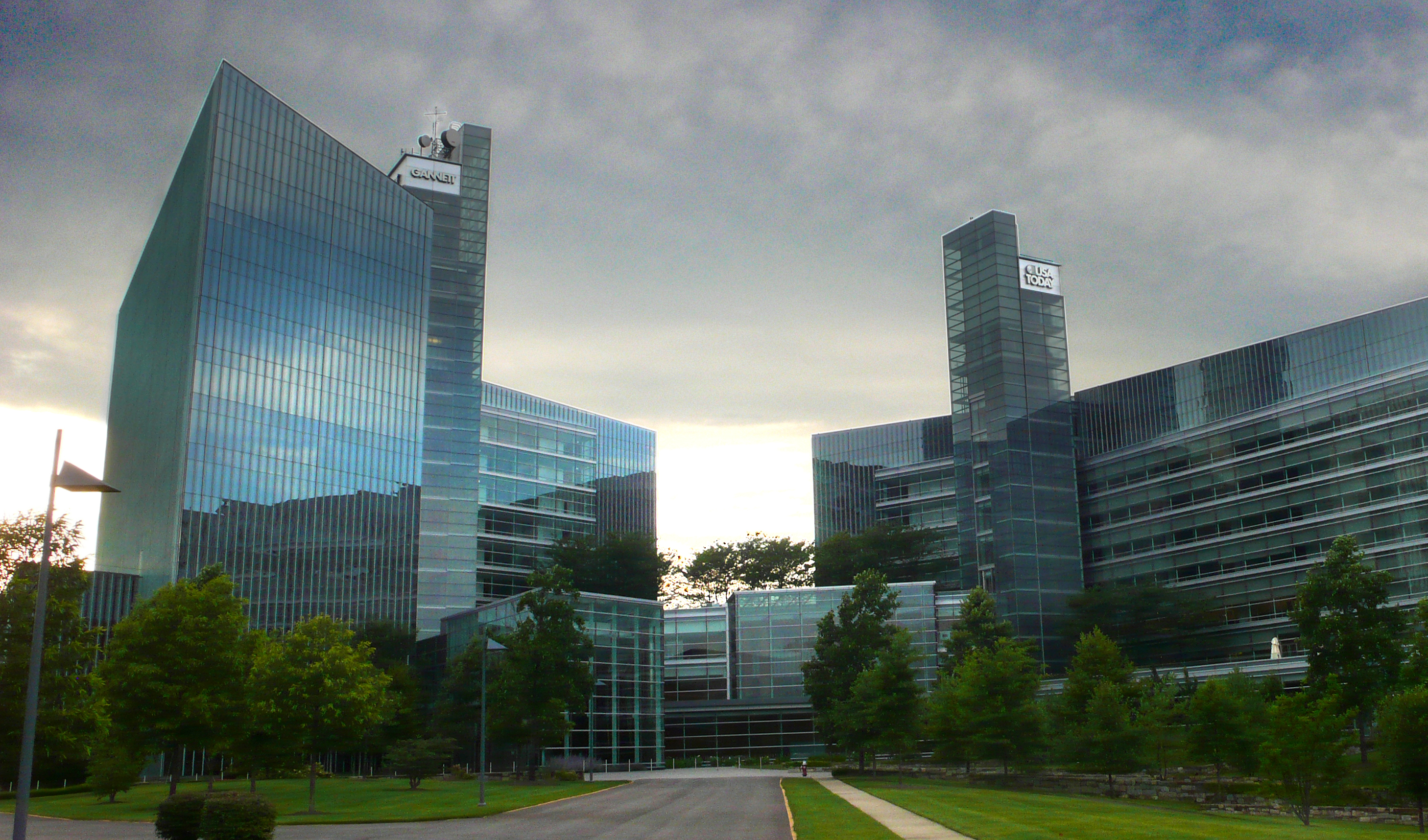
マクリーンCDP
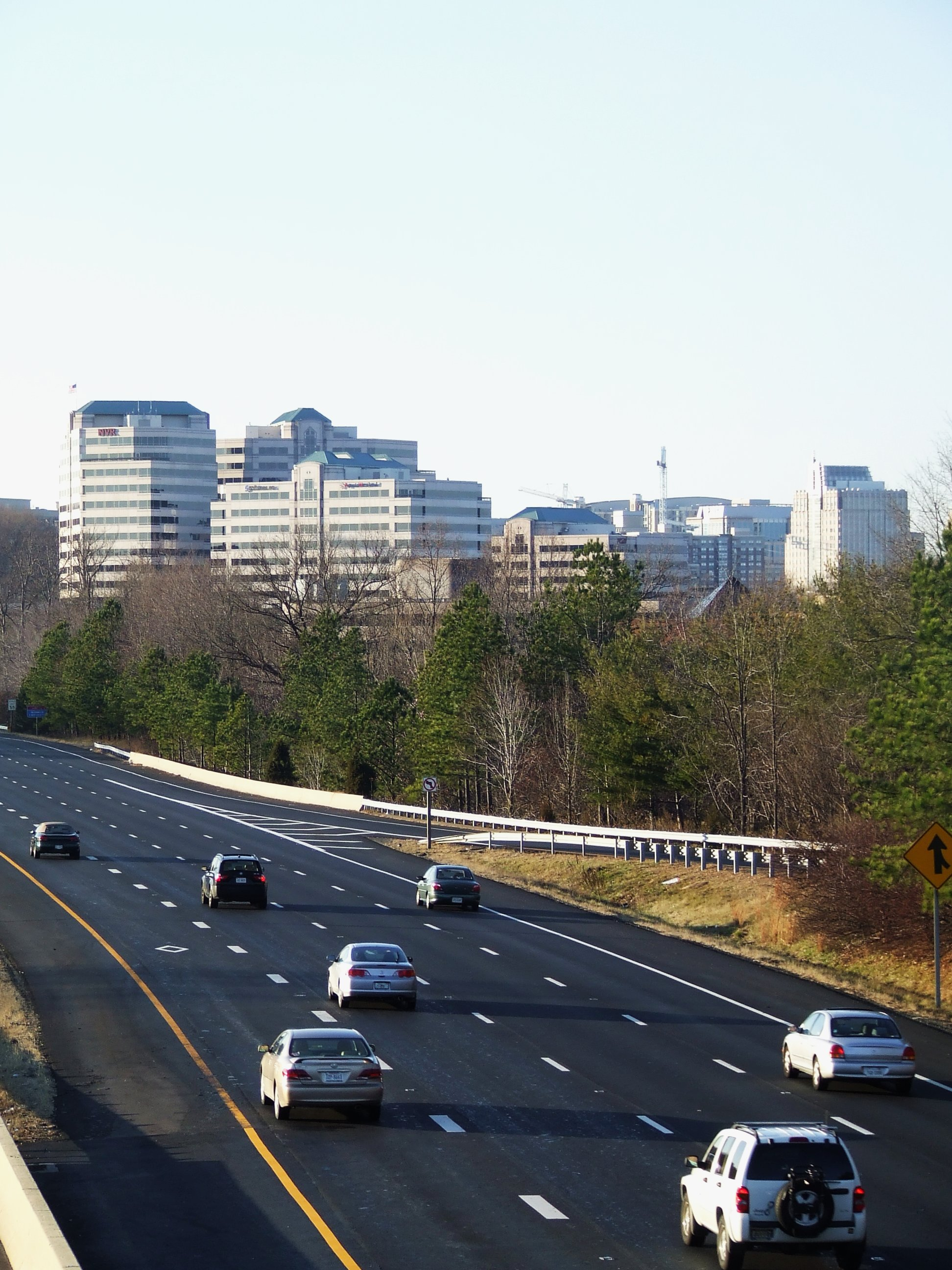
レストンCDP

## 教育
フェアファックス郡の公共教育はフェアファックス郡公共教育学区が管轄している。郡政府は教育に年間予算の52.2%を割り付けている。州や連邦政府の援助、さらに個人や企業の寄付を加えると、2008年の教育予算は年間22億米ドルとなった。この教育学区は2008年会計年度で、生徒1人当たり13,407米ドルを遣った。
フェアファックス郡公共教育学区には、ガバナーズスクールであるトーマス・ジェファーソン科学技術高校が含まれている。全国でも準決勝社決勝に残る者、SATテストで高い点を出す生徒、また科学や技術で毎年全国に認められる研究を行う多くの生徒がいるので、国内でも常に第1位かそれに近い成績を挙げている。ガバナーズスクールなので、フェアファックス郡ばかりでなく、アーリントン郡、ラウダン郡、フォーキア郡、プリンスウィリアム郡、さらにフォールズチャーチ市からも生徒を集めている。
ジョージ・メイソン大学が、フェアファックス市のすぐ外、郡の地理中心近くにある。北バージニア・コミュニティカレッジはアナンデールとスプリングフィールドにキャンパスがあり、レストンのセンターはラウドン・キャンパスの分校である。さらにアレクサンドリア・キャンパスはフェアファックス郡に接している。フェアファックス大学もビエナに本部がある。バージニア・コモンウェルス大学の医学校は、北バージニア地域の最新式施設で3年次と4年次の学生が学べるよう、イノバ・フェアファックス病院に医療キャンパスを建設した。

## 著名な出身者
| 歴史上の人物 - ジョージ・メイソン - ガンストン・ホール生まれ、「権利章典の父」 - ジョージ・ワシントン - マウントバーノンプランテーション所有者、大陸軍初代最高司令官、初代アメリカ合衆国大統領 - フィッツヒュー・リー - クラーモント出身、1886年から1890年までバージニア州知事 政治家 - ジョン・ウォーナー - アメリカ合衆国上院議員（共和党） 専門家 - キャスリン・コールマン - 宇宙飛行士 - ショーン・パーカー - Napster、Plaxo、Causesの共同設立者 スポーツ人 - ブルース・アリーナ - サッカーのロサンゼルス・ギャラクシー監督 - ミア・ハム - 女子サッカー選手 - グラント・ヒル - NBAロサンゼルス・クリッパーズの選手 - ブライアン・ケンドリック - プロレスラー - ハビアー・ロペス - メジャーリーグベースボール選手、サンフランシスコ・ジャイアンツ - アレックス・ライリー - プロレスラー - ジョー・ソーンダース - メジャーリーグベースボール選手、アリゾナ・ダイアモンドバックス - マイケル・ワイス - フィギュアスケート選手 | エンターテイナー - トビーマック - グラミー賞受賞歌手、プロデューサー、作詞家 - ジュリアン・ムーア - 女優、1970年代に郡内に住み、ジェブ・スチュアート高校に2年間在籍 - ユチョン - 韓国のグループ東方神起とJYJの歌手 - ローレン・グレアム - 女優、ギルモア・ガールズ - デイヴ・グロール - ニルヴァーナのドラマー、 フー・ファイターズ - ザ・ディスメンバメント・プラン - トラヴィス・モリソンが率いたバンド - ジェイソン・サダイキス - 著作家、俳優(サタデー・ナイト・ライブ) - クリスティーナ・ヘンドリックス - 女優、マッドメンとファイアフライに出演、フェアファックス高校に通った その他 - ジェイソン・ブレア - ニューヨーク・タイムズ 記者 - チョ・スンヒ - バージニア工科大学銃乱射事件の犯人 |

## 姉妹都市
- 大韓民国、松坡区（2009年）[60]
- 中華人民共和国、ハルビン市（2009年）[60][61]